# Jean-Paul Buffelan-Lanore
Jean-Paul Buffelan-Lanore, né le 12 avril 1931 à Toulouse et mort à Paris 15e le 21 mars 2011,, est un spécialiste du droit des nouvelles technologies. Il a assuré des missions d'enseignement, à l'étranger, à l'Université de Bologne (Italie), à l'Université catholique de Louvain-la-Neuve (Belgique), au Venezuela, au Brésil, en Argentine, au Canada, aux États-Unis, à l'Université de Łódź (Pologne), à l'Université libanaise de Beyrouth, etc.

## Carrière
Jean-Paul Buffelan-Lanore est né à Toulouse d'une famille de juristes : son grand-père était notaire à Saint-Girons, son père, Joseph Buffelan, magistrat à Toulouse, son oncle, Jean Buffelan, docteur en droit, magistrat et maire de Saint-Girons. Il épouse, en 1961, Yvaine Lanore, docteur en droit et professeur à l'Université de Paris I, ils ont cinq enfants. Il fait ses débuts comme avocat en 1952 à Toulouse avant d'accéder, en 1968 au Barreau de Paris où il reste inscrit pendant 30 ans. Par ailleurs, il poursuit une carrière de chercheur scientifique : pensionnaire de la Fondation Thiers, attaché au Centre national de la recherche scientifique (CNRS), Directeur-fondateur du Centre de documentation de l'Institut de recherche d'informatique et d'automatique (IRIA - Université de Paris XI), maître de conférences et ensuite professeur à l'Université du Gabon, puis de Madagascar. À son retour de coopération, il fut professeur-directeur de l'Institut de recherche en informatique juridique (IRIJ - Université de Paris VIII) et Chargé de mission auprès de la Présidence de l'Université.
Le professeur Jean-Paul Buffelan-Lanore est l'un des pionniers de l'informatique juridique en France qu'il a contribué à fonder dans les années 1967-1974 (avec Jurindex, première Banque française de données juridiques en 1970-1971, aux Éditions Masson).
Docteur en droit, docteur en lettres, docteur en sciences de l'Information.

## Distinctions et honneurs
- Lauréat des facultés de droit, de l'Académie de Législation de Toulouse, de l'Académie des Jeux floraux, de la Ville de Paris
- Président d'honneur de l'Académie de Languedoc à Paris
- Officier des Palmes académiques
- Chevalier de l'Ordre national du Mérite

## Œuvres
Articles
Articles dans la Revue administrative, le Recueil Dalloz, Informatica e Diritto, La Gazette du Palais, Les Petites Affiches, Revue du droit public, etc.
Ouvrages
- Les institutions municipales de Toulouse sous l'Ancien Régime (thèse de droit, Paris, 1961)
- Introduction à la sociologie politique, préf. de Georges Burdeau (1969), Éditions Masson
- Introduction à l'informatique juridique, préf. Jean Meyriat (1975 - épuisé)
- La noblesse des Capitouls de Toulouse (1986), Éditions de l'Adret
- Informatique juridique documentaire, préf. Jean Foyer (1993 - épuisé)
- Droit administratif général (1995), Éditions de l'IRIJ
- Contentieux administratif (1996), Éditions de l'IRIJ
- Administration citoyenne et cyberdroit (1999), Éditions de l'IRIJ